# 于宣道
于 宣道（う せんどう、生没年不詳）は、中国の北周から隋にかけての政治家。字は元明。本貫は河南郡洛陽県。

## 経歴
于義の子として生まれた。性格はまじめで、非道徳的な人間と交際しなかった。北周に仕えて、左侍上士を初任とした。父の功績により、成安県男の爵位を受けた。後に小承御上士に転じた。580年、楊堅が北周の丞相となると、外兵曹として召され、まもなく儀同の位を受けた。581年、隋が建てられると内史舎人に転じ、子爵に進んだ。父が死去すると、哀しみのあまり水さえ口に入れない日々が続いた。このため独孤皇后が宦官を派遣してさとした。喪が明けると車騎将軍の位を受け、内史舎人のまま左衛長史を兼ねた。6年後、太子左衛副率に転じ、位は上儀同に進んだ。享年は42。
子に于志寧があった。

## 伝記資料
- 『隋書』巻三十九 列伝第四
- 『北史』巻二十三 列伝第十一